# Mount-Chinghee-Nationalpark
Der Mount-Chinghee-Nationalpark (engl.: Mount Chinghee National Park) ist ein Nationalpark im äußersten Südosten des australischen Bundesstaates Queensland. Er liegt 93 Kilometer südlich von Brisbane, direkt an der Grenze zu New South Wales.

## Landesnatur
Der Mount-Chinghee-Nationalpark schließt westlich an den Mount-Barney-, östlich an den Lamington- und südlich an den, im benachbarten New South Wales gelegenen, Border-Ranges-Nationalpark an. Der Mount Chinghee ist ein alter Schildvulkan und mit über 700 Meter die höchste Erhebung des Parks.

## Flora und Fauna
Die Regenwälder des Parks gehören zu den Gondwana-Regenwäldern, die 1986 als Weltnaturerbe registriert und 2007 in die Liste australischen Naturerbes aufgenommen wurden.
Das Gebiet gehört auch zur Scenic Rim Important Bird Area, die von BirdLife International wegen ihrer Bedeutung für die Erhaltung verschiedener bedrohter Vogelarten ausgewiesen wurde.

## Einrichtungen und Zufahrt
Das Zelten im Park ist nicht gestattet. Die nächsten Zeltplätze liegen südlich und westlich des Parks am Running Creek.
Der Mount-Chinghee-Nationalpark ist über den Mount Lindesay Highway zu erreichen. Bei Innisplain (21 Kilometer südlich von Beaudesert) biegt man nach Osten auf die Running Creek Road ab und folgt ihr etwa 20 Kilometer nach Süden bis fast zur Staatsgrenze.